# Morozko
Morozko (Russisch: Морозко) is een Russische film uit 1964, gebaseerd op een klassiek Russisch sprookje. De film werd geregisseerd door Aleksandr Rou. Hoofdrollen werden vertolkt door Aleksandr Chvylja, Natalja Sedych en Edoeard Izotov.

## Verhaal
De film draait om Ivan en Nastja, die in de meest bizarre situaties verzeild raken. Nastja moet zich staande zien te houden tegenover haar kwaadaardige stiefmoeder. Ivan wordt door een fee veranderd in een beer.

## Rolverdeling
| Acteur            | Personage        |
| ----------------- | ---------------- |
| Aleksandr Chvylja | Morozko          |
| Natalja Sedych    | Nastenka         |
| Edoeard Izotov    | Ivan             |
| Inna Tsjoerikova  | Marfoesja        |
| Pavel Pavlenko    | Vader            |
| Vera Altajskaja   | Stiefmoeder      |
| Georgi Milljar    | Baba Jaga (heks) |
| Michail Jansjin   | Oude paddenstoel |
| Galina Borisova   | Oude paddenstoel |
| Anatoli Koebatski | Roverhoofdman    |
| Valentin Brylejev | Vrijgezel        |

## Achtergrond
In Amerika werd de film uitgebracht onder de titel Jack Frost. Onder die titel werd de film bespot in de cultserie Mystery Science Theater 3000.

## Prijzen en nominaties
In 1965 won Morozko de Lion of San Marco - Grand Prize op het Venice Film Festival.